# مات كوبر
مات كوبر (بالإنجليزية: Matt Cooper)‏ هو لاعب دوري الرغبي وكاتب سيناريو أسترالي، ولد في 18 أبريل 1979 في Port Kembla, New South Wales ‏ في أستراليا.